# Acris gryllus
Espèce
Synonymes
- Hyla ocularis Bosc & Daudin, 1801
- Rana gryllus LeConte, 1825
- Rana dorsalis Harlan, 1827
- Acris acheta Baird, 1854
- Acris gryllus bufonia Boulenger, 1882

Statut de conservation UICN

 LC  : Préoccupation mineure
Acris gryllus est une espèce d'amphibiens de la famille des Hylidae.

## Répartition
Cette espèce est endémique de l'Est du Mississippi aux États-Unis,. Elle se rencontre dans le sud de l'Ohio en Floride, en Géorgie, en Alabama, au Mississippi, en Louisiane, au Tennessee, au Kentucky, en Caroline du Sud, en Caroline du Nord, en Virginie, en Virginie-Occidentale, en Pennsylvanie, au Delaware, au Maryland, au New Jersey et dans l'État de New York.

## Description

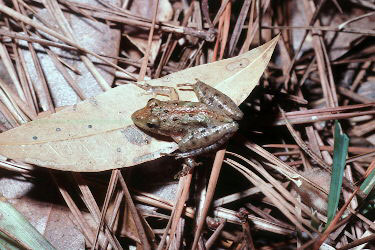
Acris gryllus

Acris gryllus mesure de 15 à 29 mm pour les mâles et de 16 à 33 mm pour les femelles.

## Taxinomie
Hyla ocularis Bosc & Daudin, 1801 est considéré comme un synonyme sénior de Acris gryllus par Mittleman en 1946. Neill en 1950 puis Fouquette et Dubois en 2014 le considère comme un ensemble non identifiable. Il est considéré comme un synonyme de Acris gryllus par commodité.

## Publication originale
- LeConte, 1825 : Remarks on the American species of the Genera Hyla and Rana. Annals of the Lyceum of Natural History of New-York, vol. 1, p. 278–282  (texte intégral).